# Les Dialogues tristes
Les Dialogues tristes sont le titre d’une série de vingt-cinq dialogues, publiés par l’écrivain français Octave Mirbeau dans les colonnes de L'Écho de Paris, entre le 15 septembre 1890 et le 9 août 1892. Ils n’ont été recueillis en volume qu’en 2005.

## Crise
Au moment où il publie ces dialogues, Mirbeau traverse une très grave crise : à son pessimisme existentiel, qui confine au nihilisme, s’ajoutent une grave crise conjugale, une profonde répulsion pour la société bourgeoise et ses institutions, un sentiment récurrent d’impuissance littéraire et un dégoût de la littérature en général et du roman en particulier. Mais, professionnel de la plume, il est bien obligé de poursuivre sa collaboration à un journal qui le dégoûte afin de gagner (convenablement) sa vie.
À cette fin, la forme du dialogue est pour lui une solution de facilité, car il excelle dans l’art de la conversation, il a le don de l’observation, il sait trouver les répliques qui semblent naturelles tout en suscitant l’émotion, le rire ou la réflexion. Il ne se cache pas, de surcroît, d’avoir été influencé par le style neuf d’un jeune poète qu’il vient de lancer, grâce à un article retentissant du Figaro : Maurice Maeterlinck.

## Dynamitage
Mais, par-delà le pastiche et la facilité d’un écrivain qui se cherche et qui fait ses gammes, en attendant de se lancer tardivement dans le théâtre, on y retrouve l’humour noir dévastateur et l’ironie vengeresse d’un libertaire écœuré par les turpitudes sociales (la misère, la prostitution, le chômage, le travail des enfants), par l’hypocrisie et la bonne conscience homicide des bourgeois, par le misonéisme et la stupidité des critiques, et par les idéologies meurtrières en vogue (patriotisme, revanchisme).
Liés à l’actualité, ces dialogues mettent en scène nombre de fantoches grotesques représentatifs de l’ordre social absurde et injuste que Mirbeau souhaite dynamiter, et ils contribuent du même coup à disqualifier les institutions ou les valeurs qu’ils incarnent. Il est à noter que dans l’un d’eux, « Consultation », il proclame le droit à l’avortement et développe pour la première fois des thèses néo-malthusiennes.